# Alegoria Przyjemności i Cierpienia
Alegoria Przyjemności i Cierpienia – rysunek wykonany przez Leonarda da Vinci. Znajduje się w Christ Church College w Oksfordzie.
Rysunek jest owocem epidemii dżumy, której Leonardo był świadkiem w czasie pobytu w Mediolanie. Wówczas nasuwały mu się na myśl różne refleksje, których efektem były liczne alegorie. 

## Przedstawienie
Przyjemność i Cierpienie mają postać męskiego mieszańca. Ma dwie głowy i dwie pary rąk, wyrastające z jego tułowia. Cierpienie uosabia brodaty starszy człowiek, Przyjemność młody człowiek o długich włosach. Jedna stopa hybrydy stoi na złocie, a druga jest zanurzona w błocie. Postać Przyjemności przypomina Salaia, ucznia Leonarda.
Leonardo zamieścił pod rysunkiem podpis: Przyjemność i Cierpienie ukazują się jako bliźnięta, gdyż jedno nigdy nie odstępuje drugiego, tak jakby były ze sobą sklejone.

## Wymowa
Alegoria Przyjemności i Cierpienia dotyczy tematu nieuchronności cierpienia w następstwie przyjemności. Rysunek stanowi komentarz do powstałych w różnych okresach szkiców Leonarda przedstawiających starca (często jako „dziadka do orzechów”, z wystającą brodą i zapadniętymi, bezzębnymi ustami) znajdującego się naprzeciw młodzieńca o kręconych włosach. Na rysunku z prawej dłoni starca wypadają przedmioty z kolcami, mające stanowić odniesienie do przedmiotów ludzkiej udręki. Cierpienie wymachuje gałęzią, oznaczającą rózgę skruchy, którą trzyma w drugiej ręce. Przyjemność naśladuje te gesty. Z jej dłoni wysypują się monety, bo przyjemności „kosztują”. W drugiej ręce trzyma trzcinę. Leonardo wyjaśnia, że Przyjemność jest przedstawiona trzciną w prawej dłoni, bezużyteczną i bezsilną, lecz zadającą zatrute rany.
Przedstawienie Przyjemności i Cierpienia miało służyć ukazaniu ich przeciwieństwa. Leonardo pisał także: przedstawia się je w jednym ciele, gdyż mają tą samą podstawę, podstawą bowiem rozkoszy jest walka z przykrością, podstawą przykrości są rozmaite i rozwiązłe rozkosze.
Zdaniem Charlesa Nicholla istnieje drugie przesłanie tej alegorii. Plecioną trzcinę wykorzystywano często w toskańskich łóżkach. Zdaniem historyka Leonardo oddawał się fantazjom seksualnym, leżąc rano w łóżku. Miał wyrzuty sumienia, gdyż powinien wstać i zająć się czymś bądź dlatego, że owe fantazje były homoseksualne. Łodyga trzciny w dłoni Przyjemności symbolizowała erekcję. Zaś wzmianka o zatrutych ranach ma odnosić się do epidemii dżumy w Mediolanie.